# Daihatsu UFE-III
Daihatsu UFE-III (Ultra Fuel Economy — третье поколение) — гибридный концепт-кар, разработанный в 2005 году японской компанией Daihatsu.

## Описание
Вместимость Daihatsu UFE-III — три человека (один водитель и два пассажира сзади). Гибридная силовая установка состоит из бензинового двигателя объёмом 660 см3 с непосредственным впрыском, двух электродвигателей и никель-металлогидридного аккумулятора. Экономия топлива UFE-III — 72 км/л. 
Кузов с верхнеподвесной дверью и заострёнными светодиодными фарами выполнен из полимера и сверхлёгкого алюминия. Коэффициент аэродинамического сопротивления (Cd) составляет 0,168 Кд. Автомобиль имеет сервопривод Drive-by-Wire.
Daihatsu UFE-III дебютировал в октябре 2005 года на Токийском автосалоне.